# Damiano Cima
Damiano Cima (Brescia, 13 september 1993) is een Italiaans voormalig weg- en baanwielrenner. Zijn jongere broer Imerio was beroesrenner en vaak zijn teamgenoot.

## Carrière
Als junior werd Cima in 2011, samen met Michael Bresciani, Simone Consonni en Davide Martinelli (en Matteo Cigala, die de finale niet reed), tweede op het nationale kampioenschap ploegenachtervolging.
In 2014 werd Cima achter Andrea Vaccher en Simone Velasco derde in de Trofeo Edil C. Een jaar later werd hij zevende in de GP Laguna.
In 2016 won Cima zijn eerste UCI-wedstrijd door de GP Industrie del Marmo op zijn naam te schrijven. In deze Italiaanse eendagskoers verwees hij Seid Lizde en Niko Colonna naar de dichtste ereplaatsen. In maart 2017 sprintte hij, achter Filippo Calderaro, naar de tweede plaats in de Popolarissima. Vanaf eind juli van dat jaar mocht hij stage lopen bij Nippo-Vini Fantini. Tijdens die stageperiode nam hij onder meer deel aan de Ronde van Utah en de Colorado Classic. In september werd hij zeventiende in het eindklassement van de Ronde van China II.
In 2018 werd Cima prof bij Nippo-Vini Fantini-Europa Ovini. Hij won dat jaar onder meer een etappe in de Ronde van China I. Op 30 mei 2019 won Cima, tijdens zijn eerste deelname aan een Grote Ronde, de achttiende etappe van de Ronde van Italië. Hij wist als enige vluchter het sprintende peloton voor te blijven. Hij eindigde in dezelfde tijd als de eerste sprinter, Pascal Ackermann.

## Baanwielrennen

### Palmares
| Jaar     | IK                   | EK       | WK       | Overig   |
| Junioren | Junioren             | Junioren | Junioren | Junioren |
| -------- | -------------------- | -------- | -------- | -------- |
| 2011     | Ploegenachtervolging |          |          |          |

## Wegwielrennen

### Overwinningen
2016
GP Industrie del Marmo
2018
1e etappe Ronde van Xingtai
Eind- en puntenklassement Ronde van Xingtai
6e etappe Ronde van China I
2019
18e etappe Ronde van Italië

## Resultaten in voornaamste wedstrijden
| Jaar | Ronde van Italië | Ronde van Frankrijk | Ronde van Spanje |
| ---- | ---------------- | ------------------- | ---------------- |
| 2018 |                  |                     |                  |
| 2019 | 137e (1)         |                     |                  |
| 2020 |                  |                     |                  |

| Jaar | Milaan-San Remo |
| ---- | --------------- |
| 2018 | 144e            |
| 2019 |                 |
| 2020 | 144e            |

## Ploegen
- 2017 –  Nippo-Vini Fantini (stagiair vanaf 28-7)
- 2018 –  Nippo-Vini Fantini-Europa Ovini
- 2019 –  Nippo-Vini Fantini-Faizanè
- 2020 –  Gazprom-RusVelo
- 2021 –  Gazprom-RusVelo

Arredondo · Bagioli · Berlato · Bisolti · Canola · Cunego · De Negri · Filosi · Grosu · Ito · Kobayashi · Koishi · Kuboki · Marangoni · Marini · Nakane · Santaromita · Stacchiotti · Uchima · Bou (stagiair) · Cima (stagiair) · Nishimura (stagiair)
Bagioli · Bou · Canola · D. Cima · I. Cima · Cunego · Grosu · Hatsuyama · Ito · Kobayashi · Lobato · Marangoni · Nakane · Nishimura · Ponzi · Santaromita · Tizza · Uchima · Yoshida · Zaccanti
Bojev · Canola · Cima · Cima · Karaljok · Koelikov · Koelikovski · Koerjanov · Koezmin · Koeznetsov · Nekrasov · Nych · Rikoenov · Rovny · Rybalkin · Scaroni · Sjaloenov · Strachov · Tsjerkasov · Tsjernetski · Velasco
Bojev · Canola · Cima · Cima · Dversnes · Kotsjetkov · Kreuziger · Koezmin · Vjatsjeslav Koeznetsov · Lucca · Lunder · Nekrasov · Nych · Rikoenov · Rovny · Scaroni · Sjaloenov · Strachov · Strachov · Tsjerkasov · Tsjernetski · Mathias Vacek · Velasco · Zakarin